# Johannes Wulff-Woesten
Johannes Wulff-Woesten (* 1966 in Jena) ist ein deutscher Pianist, Komponist und Dirigent.

## Leben
Wulff-Woesten studierte von 1986 bis 1992 an der Hochschule für Musik Franz Liszt Weimar Dirigieren, Komposition und Klavier. Dort war er ab 1989 Meisterschüler im Fach Komposition bei Reinhard Wolschina. Der Semperoper in Dresden ist er seit 1991 verbunden, zunächst als Solorepetitor und seit 2000 als Studienleiter.
Als Assistent hat er dort mit den Dirigenten Christian Thielemann, Colin Davis, Giuseppe Sinopoli, Fabio Luisi, Peter Schneider, Semyon Bychkov, Kirill Petrenko, Kent Nagano, Ádám Fischer, Andris Nelsons, Christof Prick, Gerd Albrecht und Marc Albrecht zusammengearbeitet.
Seit 1996 wirkte er als musikalischer Assistent, Solorepetitor und Studienleiter bei den Bayreuther Festspielen mit. Er war Pianist und Liedbegleiter der Solisten Evelyn Herlitzius, Iris Vermillion, Rachel Willis-Sørensen, Markus Butter, Rainer Trost und Benjamin Bruns. Als Leiter des Salonorchesters Dresdner Kapellsalon aus Mitgliedern der Sächsischen Staatskapelle und Gästen schrieb er eigene Arrangements. Als Dirigent trat er in Familienkonzerten der Staatskapelle Dresden bei Kapelle für Kids und bei verschiedenen Opernformaten in Erscheinung. Produktionen leitete er auf Semper 2, der kleinen Bühne der Staatsoper, so die Neuproduktion von Der Kaiser von Atlantis sowie "Weiße Rose".
Als Komponist hat er einen eigenen Stil entwickelt, der die zeitgenössischen und postmodernen Elemente verschmilzt und gleichzeitig die Einheit von Inhalt und Form anstrebt. In den letzten Jahren wurden neben Kammer- und Orchestermusik verschiedene Bühnenwerke in der kleinen Spielstätte der Semperoper sowie Oratorien in Dresden uraufgeführt.

## Werke (Auswahl)

### Bühnenmusik
- Kammeroper Die weiße Fürstin nach einem szenischen Gedicht von Rainer Maria Rilke (1997), 55', UA: 1997 Meißen
- Porqué..., Porqué..., Tango Orphée, Tangooper (2002), Libretto: Annette Jahns, Hans-Georg Wegner, 80', UA: 2002 Dresden, Kleine Szene Semperoper
- Gadžo – Eine Zigeuneroper (2006), Libretto: Andrea Moses, Hans-Georg Wegner, 75', UA: 2006 Dresden, Kleine Szene Semperoper
- Die Konferenz der Tiere nach Erich Kästner – Revue für Gesangssolisten, Chöre und großes Orchester (2012), Libretto: Manfred Weiß, 100', UA: 2012 Dresden Semperoper[11]
- Prinz Bussel – Kinderoper für Gesangssolisten, Kinderchor und kleines Orchester nach Joke van Leeuwen (2013), Libretto: Manfred Weiß, 70', UA: 2013 Dresden, Semper 2[12]
- Das Rätsel der gestohlenen Stimmen – Kinderoper für 5 Sänger, 2 Schauspieler und kleines Orchester nach Alan Ayckbourn, Libretto: Manfred Weiß, 75', UA: 13. Mai 2018 Dresden, Semper 2[13][14]
- Die Geschichte vom Fuchs, der den Verstand verlor – Kinderoper für 7 Sänger und Sängerinnen, 3 Kinderstimmen und kleines Orchester, Libretto: Martin Baltscheit, 70 ', UA: 20. November 2021, Köln[15][16]

### Oratorien
- Buen Camino – Die Tänzerin auf dem Jakobsweg nach Miriam Gudrun Sieber, Oratorium für Mezzosopran, gemischten Chor, Bandoneon, Klavier und Streichorchester (2009), 50', UA: 2009 Dresden, Sächsisches Vocalensemble, Philharmonisches Kammerorchester Dresden
- Weihnachtsoratorium Jedem leuchtet ein Stern nach Texten von Christa Spilling-Nöker für Sopran, Alt, Bariton, gemischten Chor und kleines Orchester (2014), 50', UA: 2014 Dresden, Sächsisches Vocalensemble, Dresdner 	Kapellsolisten

### Orchestermusik
- Sinfonie in vier Sätzen für großes Orchester (1989), 25', UA: 1989 Weimar[17]
- Konzert für Klavier und Orchester (1992), 20', UA: 1992 Weimar
- Heiliges Licht – Fantasie für Orgel und Orchester(2011), 20', UA: 2011 Pirna Elblandphilharmonie
- Tierische Variationen – Suite aus der Revue Die Konferenz der Tiere für großes Orchester (2012), 20', UA: 2012 Dresden

### Kammermusik
- 7 Lieder nach Gedichten von Nelly Sachs für Sopran und Kammerensemble (Fl., Hr., Vl., Vla., Kb., Klav.) (1984), 25', UA: 1984 Weimar
- Streichquartett Nr. 1 Zeitenwende, 12'
- Rosenlieder – 4 Lieder nach Gedichten von Eva Strittmatter für mittlere Stimme und Klavier, 10'
- Trio für Viola, Akkordeon und Harfe St. Petersburger Impressionen 1991, 15'
- 3 Lieder nach Texten von Paul Celan für Bariton, Viola und Klavier, 10', UA: 1993
- Skurrile Aphorismen – 5 Stücke für Bläsersextett (Oboe, Englischhorn, 2 Hörner, Fagott, Kontrafagott) Choral / Schlangentanz / Scherzo / Tango / Elegie, 15', UA: 1995
- Rhapsodie in Black für Klarinette, Violoncello und Klavier, 7', erschienen im Verlag Breitkopf & Härtel – Wiesbaden[18]
- Elferrat um Zwölf – 11 Variationen über 12 Achtel für Hornquartett und Tuba, 7'
- Bayreuther Rhapsodie 2000 für Violine und Klavier, 13', UA: Staatskapelle Dresden 2000
- Meditation über Stufen von Hermann Hesse für Altstimme, Harfenduo und Cembalo (2008), 10', UA: Dippoldiswalde 2008
- Die vierte Elegie nach dem Text von Rainer Maria Rilke für Mezzosopran, Klarinette in B, Violine, Violoncello, Klavier, zum 30. Jahrestag des Wiederaufbaus der Semperoper Februar 2015, 12', UA: 2015 Semperoper Dresden
- Hymne von Ugarit für Bläserquartett (Flöte, Oboe, Klarinette, Fagott), 7', UA: Weimar 2018[19]

## Diskografie
- Rhapsodie in Black Trio Pianovo, 2002
- Weihnachtsoratorium Jedem leuchtet ein Stern (Text Christa Spilling-Nöker), Herder Audio, 2015
- Hörbuch mit CD Heiliges Licht und Himmlische Klänge (Text Christa Spilling-Nöker), Herder, 2017[20]